# Liste der Baudenkmale im Landkreis Helmstedt
Die Liste der Baudenkmale im Landkreis Helmstedt enthält die nach dem Niedersächsischen Denkmalschutzgesetz geschützten Baudenkmale im niedersächsischen Landkreis Helmstedt. 
Der Übersicht und Länge halber ist die Liste nach den Städten und Gemeinden des Landkreises separiert. Diese Einteilung findet sich in der folgenden Tabelle, in der zu jedem Eintrag, soweit möglich, ein exemplarisches Foto eines Baudenkmals aus der jeweiligen Stadt oder Gemeinde zu finden ist.
| Bild | Stadt/Gemeinde                       | Karte | Liste                                                          | Ortsteile |
| ---- | ------------------------------------ | ----- | -------------------------------------------------------------- | --------- |
|      | Bahrdorf                             |       | Liste der Baudenkmale in Bahrdorf                              |           |
|      | Beierstedt                           |       | Liste der Baudenkmale in Beierstedt                            |           |
|      | Brunsleberfeld                       |       | Liste der Baudenkmale in Brunsleberfeld                        |           |
|      | Danndorf                             |       | Liste der Baudenkmale in Danndorf                              |           |
|      | Frellstedt                           |       | Liste der Baudenkmale in Frellstedt                            |           |
|      | Gevensleben                          |       | Liste der Baudenkmale in Gevensleben                           |           |
|      | Grafhorst                            |       | Liste der Baudenkmale in Grafhorst                             |           |
|      | Grasleben                            |       | Liste der Baudenkmale in Grasleben                             |           |
|      | Groß Twülpstedt                      |       | Liste der Baudenkmale in Groß Twülpstedt                       |           |
|      | Helmstedt                            |       | Liste der Baudenkmale in Helmstedt                             |           |
|      | Helmstedt (gemeindefreies Gebiet)    |       | Liste der Baudenkmale in Helmstedt (gemeindefreies Gebiet)     |           |
|      | Jerxheim                             |       | Liste der Baudenkmale in Jerxheim                              |           |
|      | Königslutter am Elm                  |       | Liste der Baudenkmale in Königslutter am Elm                   |           |
|      | Königslutter (gemeindefreies Gebiet) |       | Liste der Baudenkmale in Königslutter (gemeindefreies Gebiet)* |           |
|      | Lehre                                |       | Liste der Baudenkmale in Lehre (Niedersachsen)                 |           |
|      | Mariental                            |       | Liste der Baudenkmale in Mariental (Niedersachsen)             |           |
|      | Mariental (gemeindefreies Gebiet)    |       | Liste der Baudenkmale in Mariental (gemeindefreies Gebiet)*    |           |
|      | Querenhorst                          |       | Liste der Baudenkmale in Querenhorst                           |           |
|      | Räbke                                |       | Liste der Baudenkmale in Räbke                                 |           |
|      | Rennau                               |       | Liste der Baudenkmale in Rennau                                |           |
|      | Schöningen                           |       | Liste der Baudenkmale in Schöningen                            |           |
|      | Schöningen (gemeindefreies Gebiet)   |       | Liste der Baudenkmale in Schöningen (gemeindefreies Gebiet)*   |           |
|      | Söllingen                            |       | Liste der Baudenkmale in Söllingen (Niedersachsen)             |           |
|      | Süpplingen                           |       | Liste der Baudenkmale in Süpplingen                            |           |
|      | Süpplingenburg                       |       | Liste der Baudenkmale in Süpplingenburg                        |           |
|      | Velpke                               |       | Liste der Baudenkmale in Velpke                                |           |
|      | Warberg                              |       | Liste der Baudenkmale in Warberg                               |           |
|      | Wolsdorf                             |       | Liste der Baudenkmale in Wietmarschen                          |           |

* Keine Baudenkmale ausgewiesen.